# Steve Tshwete
Stephen Vukile Tshwete (Springs, 12 novembre 1938 – 26 aprile 2002) è stato un politico sudafricano, attivista dell'African National Congress.
Coinvolto nel Umkhonto we Sizwe (MK), fu catturato ed imprigionato a Robben Island dal regime segregazionista dal 1963 al 1978. Dopo il rilascio riprese l'attività nell'ANC e divenne, nel 1983, uno dei coordinatori regionali del Fronte democratico unito.
Nel 1985, dichiarato persona non gradita dall'allora ministro dell'Interno Frederik Willem de Klerk, si rifugiò nello Zambia, continuando le sue attività nell'ANC e nell'MK.
Dopo la fine dell'apartheid, divenne ministro dello sport e delle attività ricreative nei primi due governi, guidati da Nelson Mandela, contribuendo alla de-razzializzazione delle rappresentative nazionali. Fu poi ministro alla sicurezza nel primo gabinetto guidato da Thabo Mbeki, dal 1999 alla morte. Una municipalità locale dello Mpumalanga porta il suo nome: la municipalità locale di Steve Tshwete.